# Svenska fredsorganisationer
Redan före första världskriget uppstod flera fredsorganisationer i Sverige. Bland de första var Svenska freds- och skiljedomsföreningen och föreningen Frisinnade Kvinnor, som senare bytte namn till Svenska Kvinnors Vänsterförbund. Mitt under brinnande krig, 1915 samlades över 1000 kvinnor i Haag för en stor fredsmanifestation med syfte att försöka stoppa det "meningslösa" kriget. Det lyckades inte, men IKFF bildades några år senare. Krigen har fortsatt i hundra år och en lång rad fredsorganisationer har bildats internationellt och i Sverige.

## Fredsorganisationer
Svenska Freds och Skiljedomsföreningen grundades 1883. Initiativtagare och grundare var Klas Pontus Arnoldson och 1908 belönades han med Nobels fredspris.
Svenska Kvinnors Vänsterförbund, SVK grundades 1914 under namnet Föreningen Frisinnade kvinnor. Initiativtagare och grundare var Ada Nilsson och Julia Kinberg.
Vid Haagkonferensen 1915 deltog 12 kvinnor från Sverige, bland andra Elin Wägner, Mathilda Widegren och Emilia Fogelklou. Kriget kunde inte stoppas, men en följd var att organisationen Women's International League for Peace and Freedom, WILPF bildades, med en svensk avdelning Internationella Kvinnor för Fred och Frihet, IKFF.
Kristna fredsrörelsen bildades 1919 som en reaktion mot det mest förödande kriget i Europa. De ville missionera om Världsfred och byta ut värnplikt mot vårdplikt och arbetade redan 1930 på att stoppa vapenexport.
Internationella arbetslag, IAL bildades 1943 och är en fredsorganisation som arrangerar internationella volontärläger i Sverige och förmedlar volontärer till volontärläger utomlands. Grundtanken är att när människor lever och arbetar tillsammans med ett projekt bryts barriärer ned och förståelsen ökar.
Föreningen Kvinnor för fred började sitt arbete 1979 och arbetar bland annat för fred och mänskliga rättigheter och för att stoppa kärnvapen.
Judar för israelisk-palestinsk fred, JIPF är en förening som grundades i Stockholm 1982. Föreningen är ett forum för judar i Sverige som vill arbeta aktivt för fred mellan Israel och Palestina.
Life & Peace institute bildades i Uppsala 1985 efter en internationell ekumenisk konferens. Deras metod är omvandling av konflikter till något positivt och de arbetar bland annat i Somalia och Kongo.
Svenska Muslimer för Fred och Rättvisa startade 2006. Visionen är grundad på rättvisa, islamiska principer och mänskliga rättigheter samt att islam ska vara en naturlig del av Europas kulturarv.
Sveriges fredsråd är en paraplyorganisation som bildades 1946 med syfte att samla fredsorganisationer och enskilda aktivister som arbetar för fred och nedrustning och för att förebygga väpnade konflikter.

### Stödorganisationer
Under årens lopp har en rad stödorganisationer bildats för att informera om konflikter och bidra med hjälp till drabbade människor.
Svenska Afghanistankommittén, SAK är en biståndsorganisation som grundades 1980 efter Sovjetunionens invasion av landet. SAK har varit på plats i Afghanistan sedan 1982.
Svenska Palestinakommittén, är en humanitär hjälporganisation som bildads 2002. Kommittén arbetar med utvecklingsprojekt i Palestina. Ship to Gaza utrustar fartyg och seglar med humanitärt bistånd till de palestinska befolkningen på Gazaremsan. Första resan skedde 2010.

## Fredsmanifestationer i Sverige och utomlands
Begreppet Pacifism (från latinets "göra fred") började användas 1902. I Indien blev Gandhi känd för att med icke-våldsmetoder kräva självständighet från England. Han hade inspirerats av Thoreau som protesterade mot USA:s krig mot Mexiko och Tolstoj som protesterade mot Krimkriget. I Sverige var Natanael Beskow en av de första pacifisterna. Manifestationer för fred har genomförts på olika sätt under de senaste femtio åren.

### Fredsmarscher
Under 1980-talet förekom fredsmarscher som en dialog mellan öst och väst. Tre fredsmarscher genomfördes 1981-1983 av nordiska kvinnor. Först gick färden till Paris. Denna dokumenterades i filmen "Vi går för freden" av Ingela Romare.
År 1982 till Minsk-Moskva och året därpå till Washington. Marscherna var ett gemensamt projekt för Sverige, Norge, Danmark, Finland och Sovjet. De byggde på öppenhet och ärlighet för att få till stånd ett samarbete mellan öst och väst.
15 maj 1982, marscherade 100000 personer till Ullevi i Göteborg, den största demonstrationen någonsin i Sverige.

### Fredsskepp
Under första världskriget chartrade Henry Ford en oceanångare för att genomföra en fredsexpedition till Europa för att förmå de krigande länderna att sluta fred. Den amerikanska administrationen var positiv till initiativet. Men när Tyskland startade oinskränkt ubåtskrigföring, förklarade president Woodrow Wilson krig mot ententen.
70 år senare började Peace Boat (fredsskeppet) segla jorden runt för att bygga en fredskultur runt om i världen. Initiativet togs av japanska universitetstudenter.
2008 började Ship to Gaza segla mot sydöstra Medelhavet för att försöka få Israel att häva blockaden mot Gaza.
Ostindiefararen Götheborg har sommaren 2015 utsetts till ambassadör för non-violence project vilket innebär att skeppet representerar icke-våld som princip.

### Civil olydnad
Civil olydnad har använts i kampen för fred. Begreppet kommer från den amerikanska författaren Henry David Thoreau som vägrade betala skatt för att finansiera ett anfallskrig mot Mexiko. Han hamnade i fängelse och kunde därigenom få ut sitt budskap. I modern tid har plogbillsrörelsen använt sig av denna metod. Detta skedde första gången i Sverige 1988 då två aktivister försökte stoppa export av Boforskanoner till Indien.
Ofog – direktaktion för fred är ett svenskt nätverk som arbetar mot militarism och kärnvapen och för fred. Man använder icke-våldsmetoder och civil olydnad. Nätverket 
startade 2002. Sommaren 2015 genomförde de en aktion mot Arctic challenge exercise som en protest mot Värdslandsavtalet med NATO.

### Fredsutbildning
Fredsutbildning skapar aktiva världsmedborgare. CISV arbetar för ökad kulturell förståelse och för mänskliga rättigheter.
Utbildning till nedrustningsambassadör kan ske genom ican, International campaign to abolish nuclear weapons.
På Fredens Hus i Uppsala visas utställningar om bland annat utsatthet, mänskliga rättigheter och de svenska fredsprofilerna Dag Hammarskjöld, Folke Bernadotte och Raoul Wallenberg.
Den ryske konstnären Nicholas Roerich skapade 1935 Pax Cultura (Fred med kulturen) för att skydda världens stora kulturskatter, vilket på 1970-talet gav upphov till Unescos världsarvslista.

## Nedrustning av kärnvapen
1961 höll den svenske utrikesministern Östen Undén ett tal i FN, där han uppmanade länder som inte hade atomvapen att avstå från kärnvapenkapplöpningen. Det var starten för Sveriges kamp mot kärnvapen. FN:s nedrustningskonferens fick sitt säte i Genève. Konferensen utvidgades 1962, och Sverige blev medlem. För den svenska nedrustningsdelegationen blev Alva Myrdal den första ordföranden, 1962-1973, och åtföljdes av Inga Thorsson 1973-1982, varefter Maj-Britt Theorin tog över 1982-1991. Genom att Sverige var neutralt respekterades vi av alla u-länder och genom kunniga och pålästa ordföranden fick vi gehör bland de flesta industriländer.

### Yrkesgrupper mot kärnvapen
Yrkesgrupper mot kärnvapen, YMK är en samarbetsorganisation mellan yrkesgrupper mot kärnvapen, för fred och med målet att verka för en kärnvapenfri värld. Följande föreningar ingår:
Arkitekter för fred, Artister för fred, Forskare och ingenjörer mot kärnvapen, Jurister mot Kärnvapen, JMK, Sveriges lärare för fred, Psykologer mot kärnvapen, Student Pugwash, Svenska läkare mot kärnvapen och SLMK.

### Borgmästare för fred
5500 städer i 156 länder världen över har slutit sig samman i organisationen Borgmästare för fred, vars syfte är att förhindra att deras städer blir måltavlor i krig och att avskaffa alla kärnvapen till år 2020. I Sverige har 23 kommuner anslutit sig, bland andra Göteborg, Umeå, Örnsköldsvik och Orust.